# Lakitan
Lakitan is een bestuurslaag in het regentschap Zuid-Pesisir van de provincie West-Sumatra, Indonesië. Lakitan telt 4242 inwoners (volkstelling 2010).